# Vilas (Dakota Południowa)
Vilas – miasto w Stanach Zjednoczonych, w stanie Dakota Południowa, w hrabstwie Miner.